# Cacia ochraceomaculata
Cacia ochraceomaculata là một loài bọ cánh cứng trong họ Cerambycidae.